# Galeodes
Galeodes és un gènere d'aràcnids de l'ordre dels solífugs que pertanyen a la família dels Galeodidae. Les espècies d'aquest gènere es troben a Àfrica del Nord, el sud d'Europa, Orient Mitjà, i a gran part Àsia (sud, centre i a la part oriental).
Els representants d'aquest gènere generalment mesuren uns 40-50 mil·límetres de longitud i es caracteritzen pel fet de tenir els quelícers enormes i els pedipalps molt llargs.

## Llista d'espècies
Es coneixen unes 174 espècies:
- Galeodes abessinicus Roewer, 1934
- Galeodes adamsi (Turk, 1947)
- Galeodes afghanus Pocock, 1895
- Galeodes agilis Pocock, 1895
- Galeodes anatoliae Turk, 1960
- Galeodes annandalei Hirst, 1908
- Galeodes arabs C. L. Koch, 1842
- Galeodes araneoides (Pallas, 1772)
- Galeodes armeniacus Birula, 1929
- Galeodes ater (Roewer, 1960)
- Galeodes atriceps Roewer, 1934
- Galeodes atroluteus Roewer, 1961
- Galeodes atrospinatus (Roewer, 1941)
- Galeodes aulicus Hirst, 1908
- Galeodes auronitens Birula, 1905
- Galeodes australis (Pocock, 1900)
- Galeodes babylonicus Roewer, 1934
- Galeodes bacillatus Birula, 1905
- Galeodes bacillifer Pocock, 1900
- Galeodes bacilliferoides Roewer, 1934
- Galeodes bactrianus Birula, 1937
- Galeodes barbarus Lucas, 1849
- Galeodes belutschistanus (Roewer, 1934)
- Galeodes bengalicus (Roewer, 1934)
- Galeodes bicolor Roewer, 1934
- Galeodes blanchardi Simon, 1891
- Galeodes bocharicus Roewer, 1934
- Galeodes bogojavlenskii Birula, 1906
- Galeodes bubi Birula, 1937
- Galeodes caspius Birula, 1890
- Galeodes chitralensis Hirst, 1908
- Galeodes citrinus Pocock, 1895
- Galeodes clavatus Roewer, 1934
- Galeodes claviger Kraus, 1959
- Galeodes conversus Roewer, 1934
- Galeodes crassichelis Roewer, 1934
- Galeodes ctenogaster (Roewer, 1934)
- Galeodes ctenoides Roewer, 1934
- Galeodes cursor (Roewer, 1934)
- Galeodes dahlahensis Harvey, 2002
- Galeodes darendensis Harvey, 2002
- Galeodes darius Pocock, 1895
- Galeodes dekanicus (Roewer, 1934)
- Galeodes dellacaveae Harvey, 2002
- Galeodes discolor Kraepelin, 1899
- Galeodes distinctus (Roewer, 1934)
- Galeodes edentatus Benoit, 1964
- Galeodes egregius Roewer, 1934
- Galeodes elegans Roewer, 1934
- Galeodes ephippiatus Roewer, 1941
- Galeodes excelsius (Lawrence, 1956)
- Galeodes fatalis (Lichtenstein, 1796)
- Galeodes fessanus (Roewer, 1934)
- Galeodes festivus Hirst, 1908
- Galeodes flavivittatus (Roewer, 1934)
- Galeodes forcipatus Roewer, 1934
- Galeodes franki (Kraus, 1959)
- Galeodes fremitans (Roewer, 1934)
- Galeodes fumigatus Walter, 1889
- Galeodes graecus C. L. Koch, 1842
- Galeodes granti Pocock, 1903
- Galeodes gravelyi (Roewer, 1934)
- Galeodes gromovi Harvey, 2002
- Galeodes hellenicus Roewer, 1934
- Galeodes indicus Pocock, 1900
- Galeodes inermis (Caporiacco, 1941)
- Galeodes insidiator (Roewer, 1934)
- Galeodes interjectus (Roewer, 1960)
- Galeodes intermedius (Frade, 1948)
- Galeodes interritus Roewer, 1934
- Galeodes karunensis Birula, 1905
- Galeodes kermanensis Birula, 1905
- Galeodes koeiena Lawrence, 1956
- Galeodes kozlovi Birula, 1911
- Galeodes kraepelini Roewer, 1934
- Galeodes krausi Harvey, 2002
- Galeodes lacertosus Roewer, 1934
- Galeodes laevipalpis Birula, 1905
- Galeodes laniator Roewer, 1934
- Galeodes lapidosus Roewer, 1934
- Galeodes lawrencei Harvey, 2002
- Galeodes levyi Harvey, 2002
- Galeodes limitatus (Roewer, 1960)
- Galeodes lindbergi Roewer, 1960
- Galeodes litigiosus Roewer, 1934
- Galeodes loeffleri Roewer, 1952
- Galeodes luteipalpis (Roewer, 1960)
- Galeodes lybicus Roewer, 1941
- Galeodes lyconis Turk, 1960
- Galeodes macmahoni Pocock, 1900
- Galeodes marginatus Roewer, 1961
- Galeodes mauryi Harvey, 2002
- Galeodes medusae Turk, 1960
- Galeodes melanalis Roewer, 1934
- Galeodes melanopalpus (Roewer, 1934)
- Galeodes minimus Roewer, 1934
- Galeodes minitor Roewer, 1934
- Galeodes mongolicus Roewer, 1934
- Galeodes montivagans Roewer, 1934
- Galeodes mosconibronzii (Caporiacco, 1937)
- Galeodes nachitschevanicus Aliev, 1985
- Galeodes nigrichelis (Roewer, 1934)
- Galeodes notatus (Roewer, 1960)
- Galeodes olivieri Simon, 1879
- Galeodes orientalis Stoliczka, 1869
- Galeodes pallescens Hirst, 1908
- Galeodes palpalis Roewer, 1934
- Galeodes parvus Roewer, 1934
- Galeodes perotis Roewer, 1934
- Galeodes philippovi (Birula, 1941)
- Galeodes philippoviczi Birula, 1937
- Galeodes pinkasi Turk, 1960
- Galeodes pirzadanus (Lawrence, 1956)
- Galeodes pococki Birula, 1905
- Galeodes przevalskii Birula, 1905
- Galeodes pugnator (Roewer, 1934)
- Galeodes pusillus (Roewer, 1934)
- Galeodes rapax (Roewer, 1934)
- Galeodes reimoseri Roewer, 1934
- Galeodes revestitus Roewer, 1934
- Galeodes rhamses Roewer, 1934
- Galeodes rhodicola Roewer, 1941
- Galeodes roeweri Turk, 1948
- Galeodes rufogriseus (Roewer, 1960)
- Galeodes rufulus Pocock, 1900
- Galeodes ruptor Roewer, 1934
- Galeodes sabulosus Pocock, 1900
- Galeodes sarpolensis Harvey, 2002
- Galeodes schach Birula, 1905
- Galeodes schendicus Roewer, 1934
- Galeodes scythicus Roewer, 1934
- Galeodes sedulus Roewer, 1934
- Galeodes sejugatus (Roewer, 1934)
- Galeodes separandus Roewer, 1934
- Galeodes setipes Birula, 1905
- Galeodes setulosus Birula, 1937
- Galeodes signatus Roewer, 1934
- Galeodes simplex Roewer, 1934
- Galeodes smirnovi Birula, 1937
- Galeodes somalicus Roewer, 1934
- Galeodes spectabilis (Roewer, 1934)
- Galeodes spinipalpis Latreille 1838
- Galeodes starmuehlneri Roewer, 1952
- Galeodes striatipalpis (Roewer, 1960)
- Galeodes subbarbarus Caporiacco, 1941
- Galeodes subsimilis Roewer, 1934
- Galeodes sulfuripes Roewer, 1934
- Galeodes sulphureopilosus Birula, 1905
- Galeodes tangkharzarensis Harvey, 2002
- Galeodes tarabulus (Roewer, 1934)
- Galeodes taurus (Roewer, 1934)
- Galeodes testaceus (Roewer, 1960)
- Galeodes theodori Turk, 1960
- Galeodes tillmani (Whittick, 1939)
- Galeodes timbuktus (Roewer, 1934)
- Galeodes toelgi Werner, 1922
- Galeodes trichotichnus (Roewer, 1934)
- Galeodes trinkleri (Roewer, 1934)
- Galeodes tripolitanus (Roewer, 1934)
- Galeodes truculentus Pocock, 1899
- Galeodes turanus Roewer, 1934
- Galeodes turcmenicus Birula, 1937
- Galeodes turkestanus Kraepelin, 1899
- Galeodes turki Harvey, 2002
- Galeodes tuxeni (Lawrence, 1956)
- Galeodes uzbecus Roewer, 1941
- Galeodes veemi Whittick, 1939
- Galeodes venator Simon, 1879
- Galeodes ventralis Roewer, 1934
- Galeodes versicolor (Lawrence, 1956)
- Galeodes viridipilosus Roewer, 1941
- Galeodes vittatus (Roewer, 1941)
- Galeodes wadaicus Roewer, 1934
- Galeodes zarudnyi Birula, 1937